# ISA Lille - Junia
 (février 2024).

Vue de l'ISA.

L'ISA Lille - Junia est l'une des 205 écoles d'ingénieurs françaises accréditées au 1er septembre 2019 à délivrer un diplôme d'ingénieur.
C'est un établissement privé d'enseignement supérieur à vocation agricole, sous contrat avec le ministère de l'Agriculture.
L'ISA Lille - Junia a une double mission : la formation et la recherche. Elle forme des ingénieurs pour la Terre et le vivant. L'ISA Lille est une des 3 écoles de la fédération des écoles supérieures d'ingénieurs en agriculture France Agro3. L'ISA est membre de l'association Junia.
L'ISA Lille - Junia est membre de l'Université catholique de Lille, groupement lillois d'établissements catholiques.
En juillet 2019, l’ISA est dans le top 4 de la catégorie établissements responsables de l’année aux "International Green Gown Awards ": médaille d’argent avec félicitations du jury.

## Historique
L'ISA Lille est créé en 1963, à la demande des organisations professionnelles agricoles.
Le 1er janvier 2013 est créée une association qui rassemble 3 écoles d'ingénieur de Lille : ISA, HEI et ISEN-Lille. En 2016, cette association est renommée YNCREA Hauts de France, et elle-même est membre de l'association Yncréa.
En 2015, Yncréa Hauts de France est reconnu par l'État comme un EESPIG et bénéficie d'un contrat avec l'État et d'un soutien financier.

## Les formations
L'ISA Lille propose une gamme de formations diplômantes et des activités de recherche et de transfert aux entreprises, dans les domaines de l’agriculture, de l’agroalimentaire et de l’environnement.
En matière de formation, l'ISA Lille délivre d’abord un diplôme d’ingénieur reconnu par la Commission des Titres d'Ingénieur (CTI), avec deux variantes : le diplôme d'ingénieur généraliste « Ingénieur pour la Terre » (ISA) et la spécialisation « Ingénieur en aménagement paysager de l’espace » (Itiape). La formation ISA est depuis septembre 2010 accessible par apprentissage (après une sélection des candidats sur dossier, leur motivation par écrit, un entretien oral, un entretien en anglais et un test de logique, mathématiques, français...). L'ISA Lille délivre ensuite des licences et masters (Agroqual, Industrial Biotechnology Management, Environnementaliste).
L'ISA Lille est l'initiateur ou le partenaire actif des formations comme l’Isfrada (pays de l’Est), Renford (responsables agricoles), le master International Food Markets Management en Chine, ou le master Eurama[source secondaire souhaitée].

## La recherche
En matière de recherche et de conseil aux entreprises, l'ISA Lille intervient dans des domaines variés : les analyses agroalimentaires, la formulation de nouveaux produits, la dépollution des sols, les bio-indicateurs de pollution, le bien-être animal, la prospective en agriculture, l’étude de parasites et de champignons et la statistique agricole.
45 enseignants et chercheurs (dont 10 HDR) travaillent au sein de sept laboratoires : 
- Groupe d’études et de recherches concertées sur l'Agriculture et les Territoires (GRECAT) ;
- Laboratoire Biotechnologies des micro-organismes ;
- Laboratoire Agro-alimentaire ;
- Laboratoire Sols et Environnement ;
- Laboratoire Informatique, Statistique et Multimédia ;
- Laboratoire Paléontologie stratigraphique ;
- Laboratoire Bien-être animal, systèmes agraires.

## Localisation
Le siège de l'ISA Lille est situé au sein du campus universitaire Vauban à Lille. La formation généraliste (statut étudiant et statut apprenti) est entièrement localisée à Lille.
La formation ISA Paysage (statut apprenti) est dispensée en partie à Lille et en partie sur le site d'Antibes, au sein du CFPPA intégré à  l’Établissement public local d’enseignement et de formation professionnelle agricole (EPLEFPA) Vert d’Azur. 

## Pour approfondir